# Xantippe (wiersz)

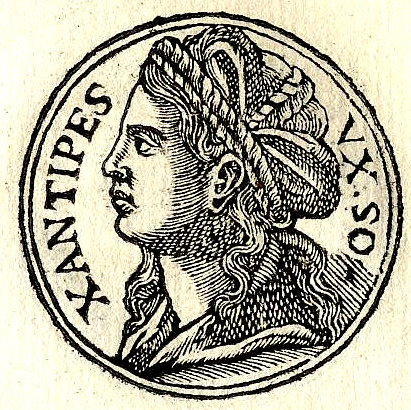
Ksantypa

Xantippe: a Fragment – wiersz angielskiej poetki Amy Levy z 1880. Został on opublikowany jako tytułowy liryk tomiku Xantippe and Other Verse w 1881. Utwór ten jest monologiem dramatycznym. Został napisany wierszem białym (blank verse), czyli nierymowanym pentametrem jambicznym. W niektórych miejscach bezrymowy tok wiersza jest inkrustowany aliteracją: The lamp burns low; low burns the lamp of life, Sorely have I sinned/In all my life. A fairer fate befall. Utwór liczy 279 linijek. Jego bohaterką jest Ksantypa, żona greckiego filozofa Sokratesa, którą w tradycji uznawano za bardzo kłótliwą. Wiersz jest uważany za największe osiągnięcie poetki.
WHAT, have I waked again? I never thought

To see the rosy dawn, or ev’n this grey,

Dull, solemn stillness, ere the dawn has come.

The lamp burns low; low burns the lamp of life:

The still morn stays expectant, and my soul,

All weighted with a passive wonderment,

Waiteth and watcheth, waiteth for the dawn.

Come hither, maids; too soundly have ye slept

That should have watched me; nay, I would not chide—

Oft have I chidden, yet I would not chide

In this last hour;—now all should be at peace.